# Porsche Cayenne
Porsche Cayenne — пятиместный среднеразмерный спортивный кроссовер производства немецкой автомобилестроительной компании Porsche. Автомобиль создан при активном участии концерна Volkswagen. Впервые был представлен публике в декабре 2002 года. Производство и реализация первого поколения (Type 955/9PA) началось в 2003 году, в Северной Америке. Название модели, Cayenne, образовано по имени столицы Французской Гвианы.

## Type 955/957

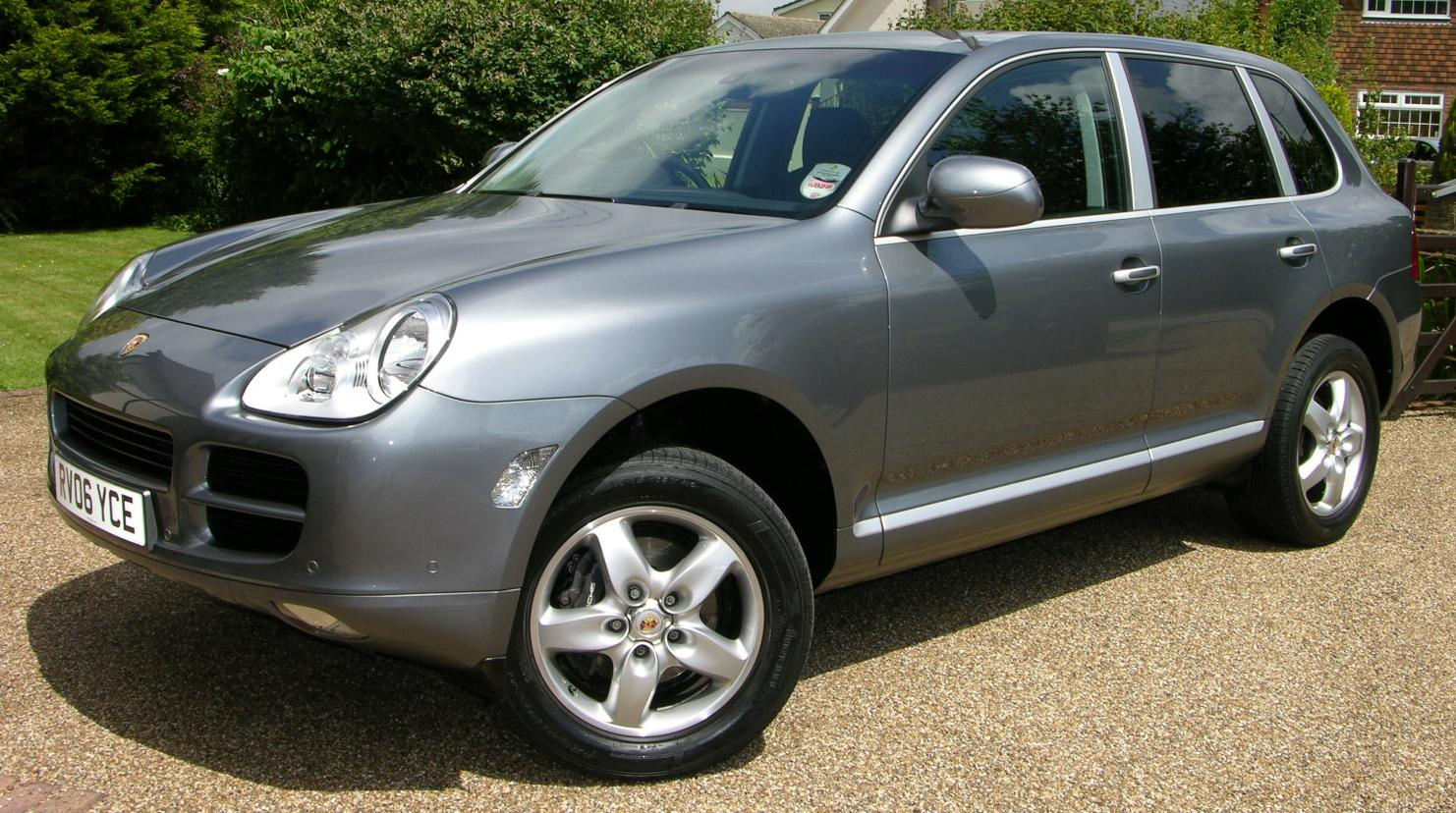
Cayenne 955

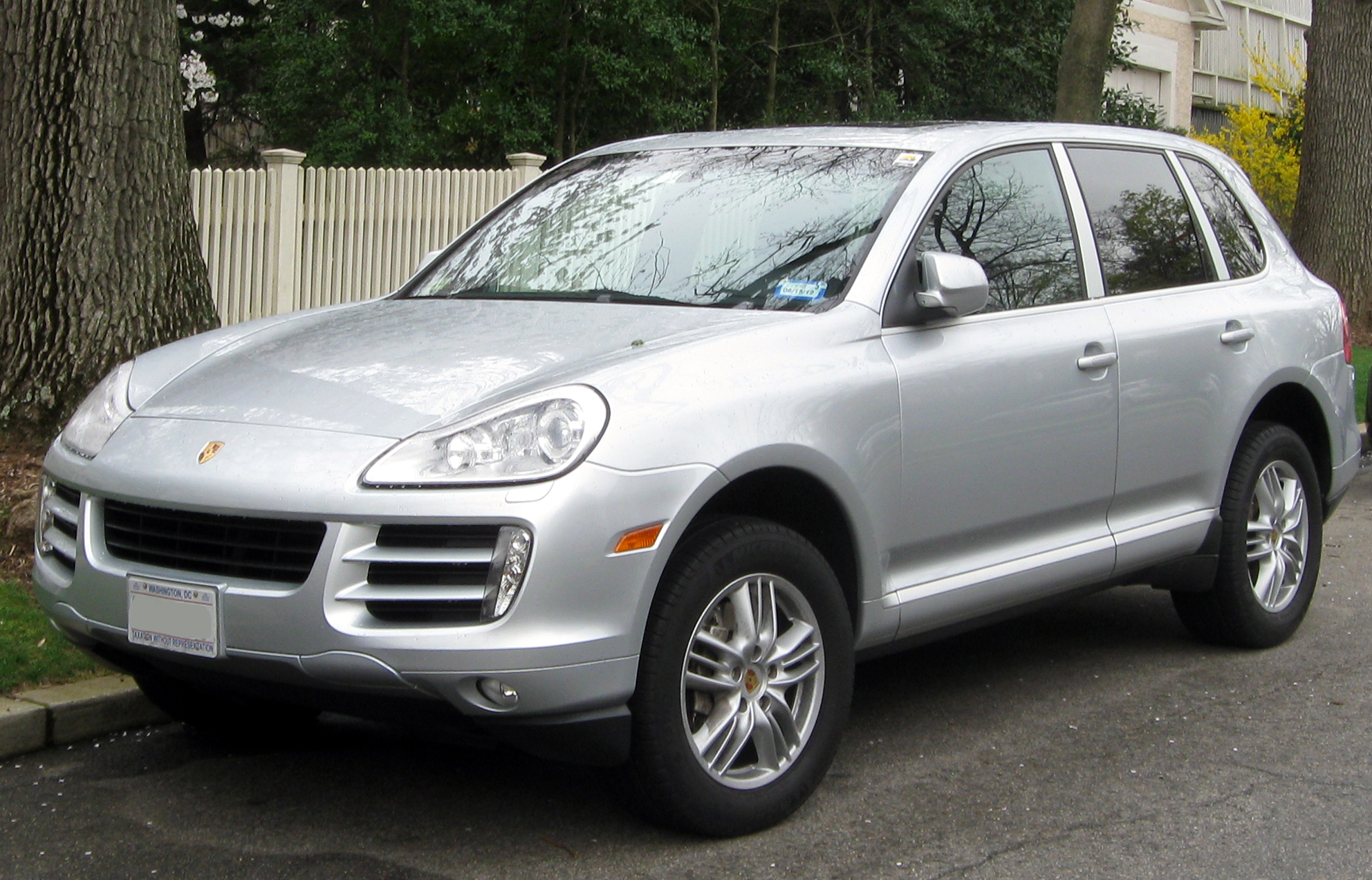
Cayenne 957

Для реализации проекта была спроектирована новая для обеих марок платформа с продольным расположением двигателя, мощным несущим кузовом с подрамниками, полностью независимыми подвесками всех колёс на двойных поперечных рычагах (пружинной (Cayenne / Cayenne S) и пневматической (Cayenne Turbo / Turbo S) с возможностью регулировки клиренса) и постоянным полным приводом с раздаточной коробкой передач и блокируемым межосевым дифференциалом. Инженеры Volkswagen отвечали за разработку и компоновку полноприводной трансмиссии, а специалисты Porsche — за подвеску, ходовые качества и управляемость, при этом каждая из марок создала для кроссоверов собственную линейку двигателей (исключение — 3,2-литровый двигатель V6 производства Volkswagen, который ставится на модель Porsche Cayenne и считается «бюджетным»). Дизайн моделей немецкие фирмы разрабатывали раздельно.
Автомобили Porsche Cayenne и Volkswagen Touareg построены на общей платформе. В 2005 году Audi AG создала свой кроссовер Audi Q7 на той же платформе, убрав из неё все «спортивные примочки».
Это первый автомобиль с двигателем типа V8, построенный Porsche с 1995 года, когда производство Porsche 928 было прекращено. Начиная с 2008 года, все двигатели имеют непосредственный впрыск.
В 2007 году представлена обновлённая модель — Type 957. Дизайнеры слегка изменили внешность, сделав её более агрессивной. Линейка силовых агрегатов пополнилась более мощными моторами, появилась дизельная модификация с механическим турбонагнетателем. В конструкцию шасси внедрена новая система PDCC (Porsche Dynamic Chassis Control) с активными стабилизаторами поперечной устойчивости.

### Конструкционные особенности
Рама и двери Porsche Cayenne унифицированы с Volkswagen Touareg. Дизайн, тюнинг и производство Porsche Cayenne осуществляются Porsche.
Двигатель имеет электромагнитные форсунки, впрыск смесевого топлива под давлением 120 бар, с точностью до миллисекунд. Двигатель имеет активную систему охлаждения. 20 % охлаждающей жидкости проходит продольно через рубашку блока цилиндров, 80 % — поперечно. Блок цилиндров изготовлен из алюминия.
Передние суппорты имеют 6 поршней с пластиковыми вставками, задние — 4 поршня, тормозные диски с внутренней вентиляцией.

### Модификации
| Модификация                      | Двигатель        | Мощность                  | 0-100 км/ч, c | Максимальная скорость, км/ч |
| -------------------------------- | ---------------- | ------------------------- | ------------- | --------------------------- |
| Porsche Cayenne I (MT/AT)        | 3.2 V6           | 250 л.с                   | 9.1/9.7       | 214                         |
| Porsche Cayenne Ⅱ                | 3,6 л V6         | 300 л. с. при 6300 об/мин | 7,5           | 230                         |
| Porsche Cayenne S                | 4,5 л V8         | 340 л. с. при 6200 об/мин | 6.9           | 242                         |
| Porsche Cayenne S(Type 957)      | 4,8 л V8         | 385 л. с. при 6200 об/мин | 6,8           | 252                         |
| Porsche Cayenne S Transsyberia   | 4,8 л V8         | 405 л. с. при 6000 об/мин | 6,1           | 253                         |
| Porsche Cayenne GTS              | 4,8 л V8         | 420 л. с. при 6500 об/мин | 5,7           | 253                         |
| Porsche Cayenne GTS PD Edition 3 | 4,8 л V8         | 405 л. с. при 6500 об/мин | 6,5           | 251                         |
| Porsche Cayenne Turbo            | 4,8 л битурбо V8 | 500 л. с. при 6000 об/мин | 4,7           | 275                         |
| Porsche Cayenne Turbo Sportivity | 4,8 л битурбо V8 | 550 л. с. при 6000 об/мин | 4,5           | 280                         |
| Porsche Cayenne Diesel           | 3,0 л турбо V6   | 240 л. с.                 | 7,6           | 214                         |
| Porsche Cayenne S Hybrid         | 3,0 л V6         | 333+52 л. с.              | 6,5           |                             |

Porsche Cayenne S Transsyberia — версия внедорожника Porsche, созданная по мотивам ралли «Транссибирь». Транссибирская версия отличается использованием в элементах декора оранжевого цвета, а также установленными на крыше четырьмя противотуманными фарами. Двигатель от версии GTS.

## Type 958

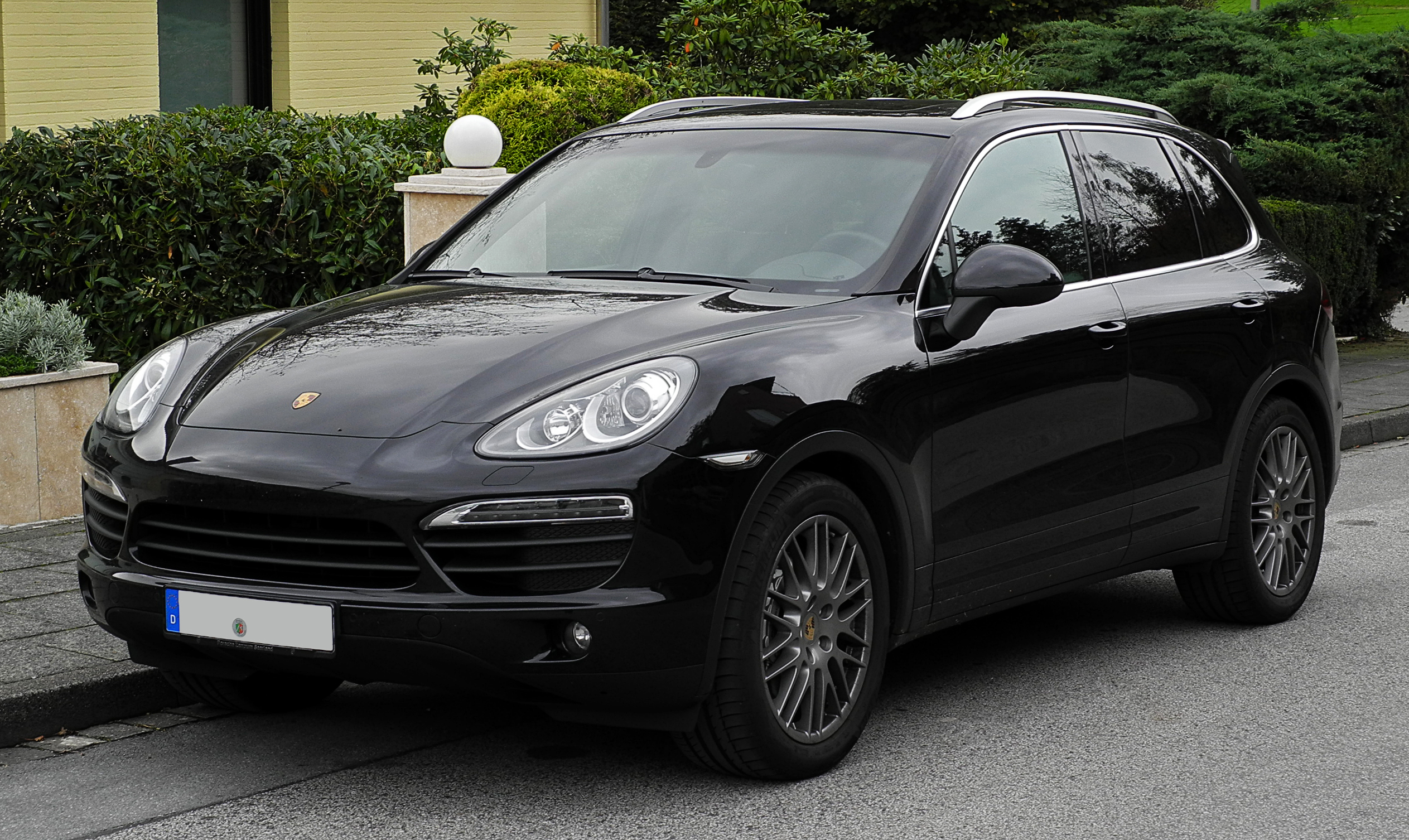
Cayenne 958 S

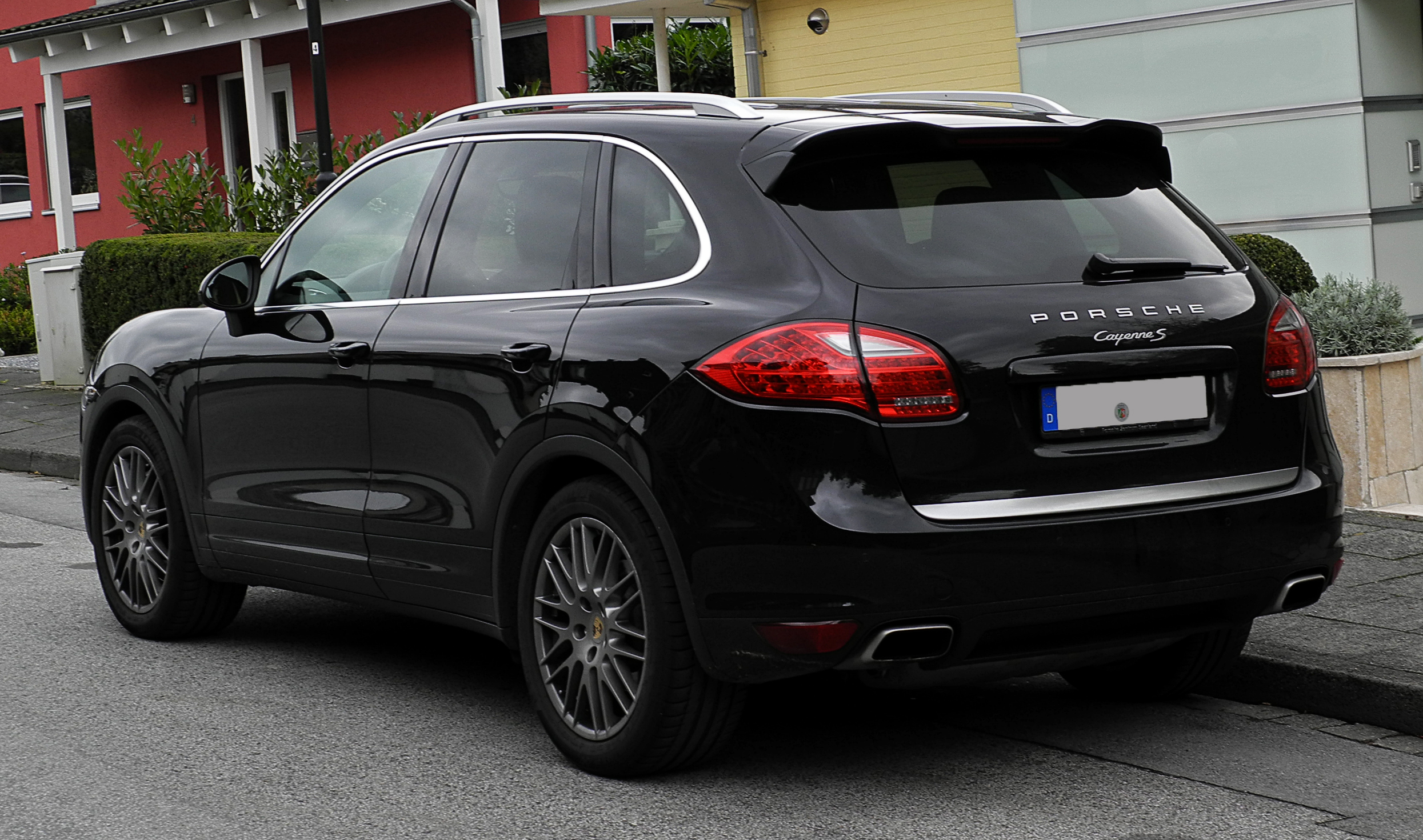
Cayenne 958 S

Второе поколение внедорожника от Porsche впервые появилось в Интернете 25 февраля 2010 года, а 2 марта автомобиль был представлен на Женевском автосалоне. Porsche Cayenne II стал длиннее на 48 миллиметров (4846 мм и 4843 мм для версии Turbo), колёсная база увеличилась на 40 миллиметров (2895 мм). При этом снаряженная масса внедорожников снизилась. К примеру, масса модификации Cayenne S уменьшилась на 180 килограммов, Cayenne Turbo — на 185 кг. Последний автомобиль второго поколения был произведён в Германии в ноябре 2017 года; производство было прекращено в связи с запуском в серию третьего поколения кроссовера.

### Технические характеристики
| Модель               | Двигатель                   | 0-100 км/ч |
| -------------------- | --------------------------- | ---------- |
| 958 Cayenne          | 300 л. с. — V6              | 7,5 sec    |
| 958 Cayenne Diesel   | 245 л. с. — V6              | 7,6 сек    |
| 958 Cayenne S Hybrid | 380 л. с. — V6/Электромотор | 6,5 сек    |
| 958 Cayenne S        | 400 л. с. — V8              | 5,9 сек    |
| 958 Cayenne S Diesel | 382 л. с. — V8              | 5,7 сек    |
| 958 Cayenne Turbo    | 500 л. с. — V8              | 4,7 сек    |
| 958 Cayenne Turbo S  | 550 л. с. — V8              | 4,5 сек    |

Также есть модель 958 Porsche Cayenne GTS (Gran Turismo Sport) с двигателем V8 420 л. с. Модификация 958 Cayenne S весит меньше на 180 килограммов, 958 Cayenne Turbo — на 185 кг.
Porsche 958 Cayenne обладает 8-ступенчатой автоматической трансмиссией Tiptronic S. Имеется система «стоп-старт», позволяющая глушить двигатель во время остановок. Постоянным полным приводом с межосевым дифференциалом Torsen оснащены только дизельные и гибридные версии. На автомобилях с бензиновым двигателем крутящий момент к передним колёсам отбирается электромагнитной муфтой. Понижающая передача и блокировка заднего моста стали недоступны.
В 2014 году появилась обновлённая версия второго поколения, премьера которой состоялась в октябре на Парижском автосалоне. У модели появились новые решётка, бампер, крылья, капот, задние фонари, крышка багажника, выхлопные патрубки. Мощность двигателей всех обновлённых версий, кроме базовой бензиновой, была увеличена на 20 л. с.

### Модификации
К числу модификаций относятся:
- 958 Cayenne Diesel

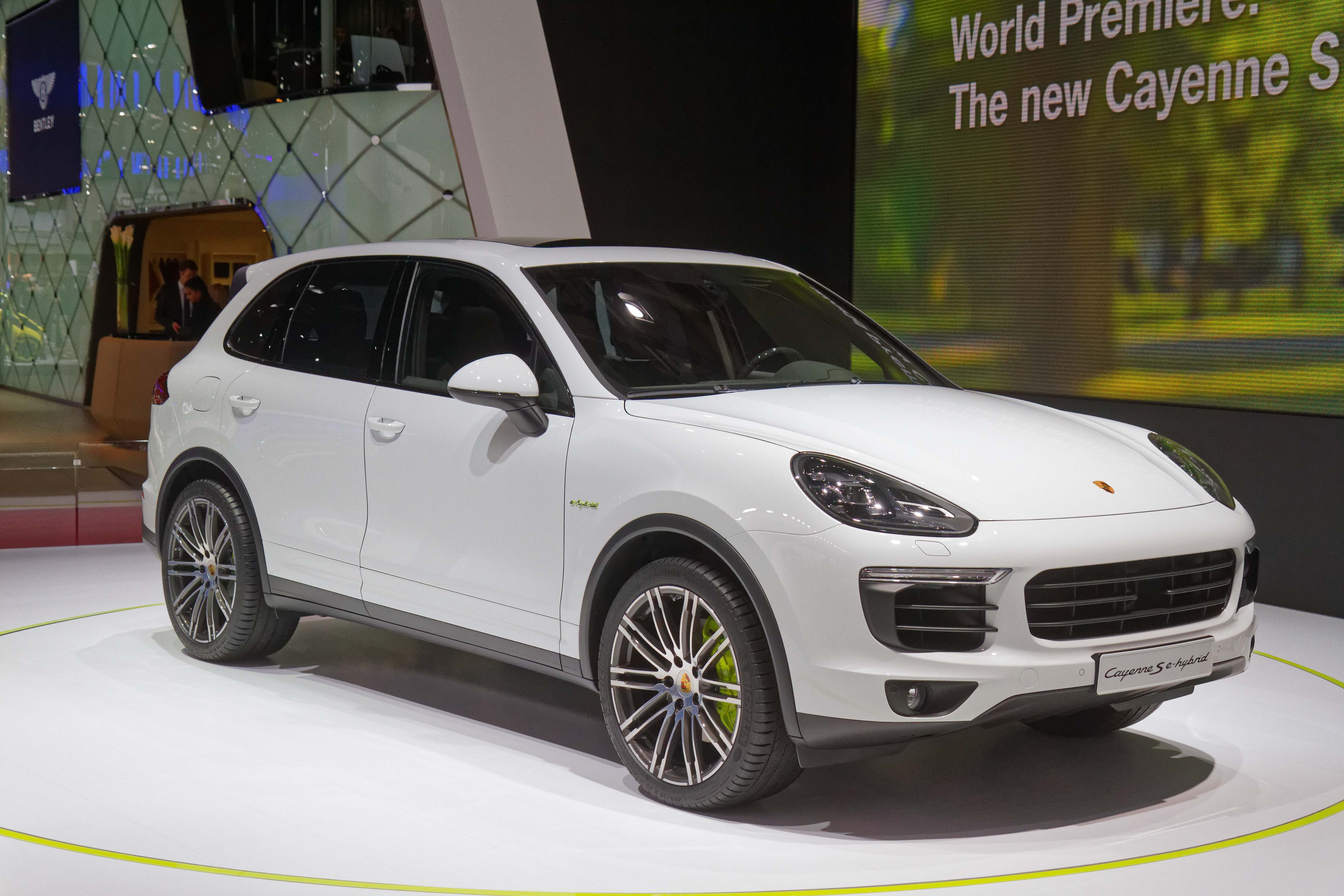
Porsche Cayenne S E-Hybrid после рестайлинга

- 958 Cayenne S Hybrid — с компрессорным мотором, а также электромотором
- 958 Cayenne S — с бензиновым двигателем
- 958 Cayenne S Diesel — с турбодизельным двигателем
- 958 Cayenne Turbo
- 958 Cayenne Turbo S — версия турбо с более высокой степенью сжатия[4][5].

## eRUF Stormster
eRUF Stormster — полностью электрическая версия внедорожника Porsche Cayenne от немецкого тюнингового ателье RUF. Дебют состоялся в декабре 2009 года на конференции ООН по изменению климата, которая прошла в «Белла-центре» (Копенгаген). На конференции использовались три таких автомобиля для перевозки гостей.
«Электро-Cayenne» оснащён электромотором мощностью 362 л. с. (270 кВт) и крутящим моментом 950 Н•м, разработанным компанией Siemens. Двигатель внедорожника получает энергию от комплекта литий-ионных батарей фирмы Li-Tec Battery, которые обеспечивают автомобилю запас хода в 200 километров.
Снаряжённая масса «зеленого кроссовера» возросла — 2670 кг против 2355 наиболее тяжёлого Кайена — Turbo S. До 100 км/ч eRUF Stormster способен разогнаться за десять секунд.

## Porsche Cayenne III

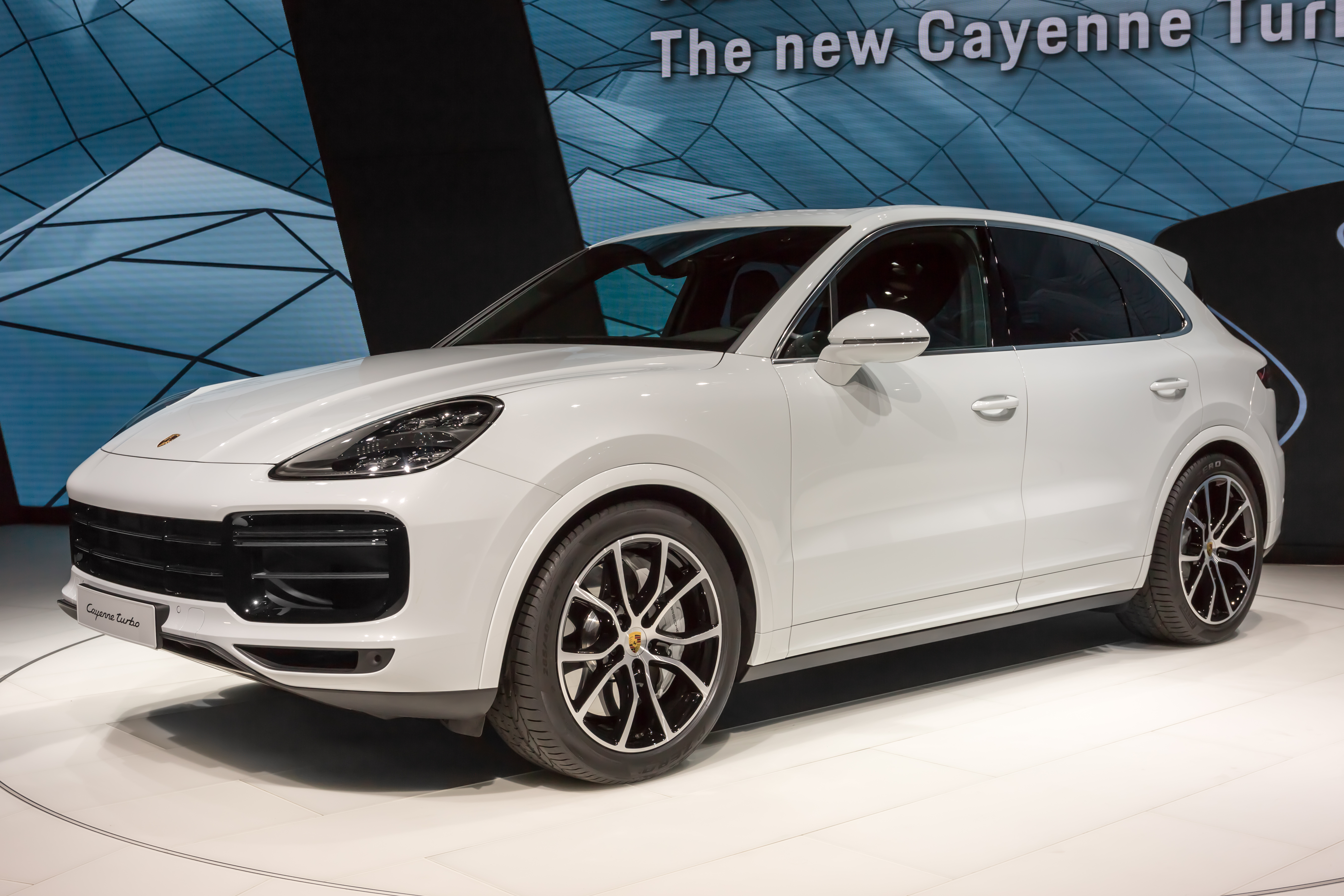
Porsche Cayenne Turbo

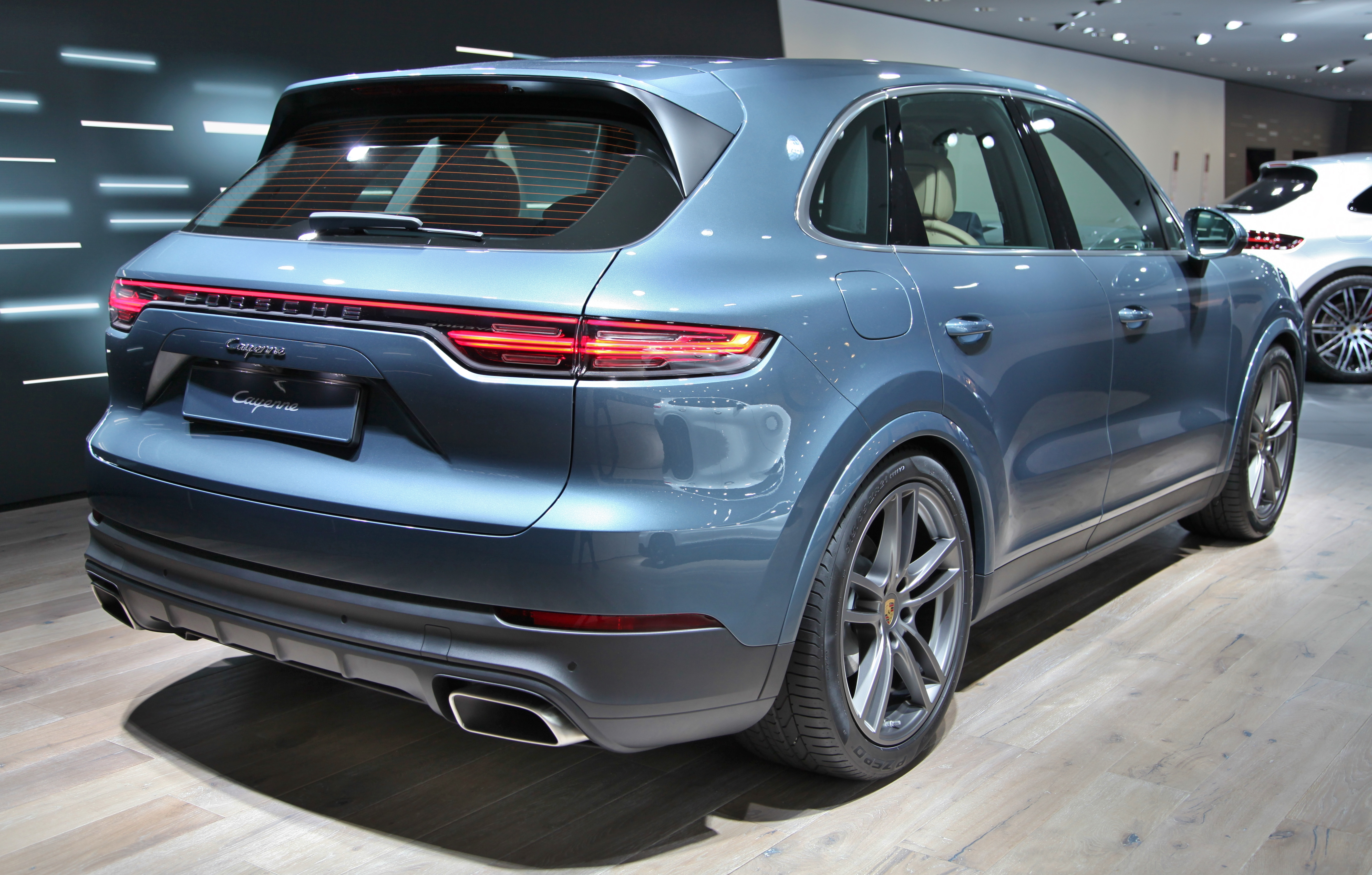
Porsche Cayenne на франкфуртском автосалоне 2017 (вид сзади)

В феврале 2016 года появилась информация о подготовке компанией Porsche внедорожника Cayenne третьего поколения. Машина спроектирована на новой платформе наряду с моделями Audi Q7, Bentley Bentayga и Volkswagen Touareg.
29 августа 2017 года на специальном мероприятии в Германии в рамках автошоу Frankfurt Motor Show общественности впервые был представлен Porsche Cayenne третьей генерации. Производителем показаны три версии кроссовера, все бензиновые: Cayenne с мощностью мотора 340 л. с., Cayenne S с 440 л. с. и Cayenne Turbo с 550 л. с.Внешне машина не сильно изменилась, наиболее значительные изменения сзади: вдоль всего багажника тянется узкая светодиодная полоска, соединяющая задние фонари.
В России официальные продажи начались 16 января 2018 года, а первые машины поступят покупателям в мае 2018 года. Максимальная стоимость версии Cayenne Turbo с учётом выбора покупателем при заказе всех возможных опций из предлагаемых заводом-изготовителем составляет более 13 миллионов рублей. Версию Turbo отличает от двух других передний бампер с увеличенными воздухозаборниками и двойными полосками дневного света (у простого Cayenne и версии S полоски дневного света одинарные), также у версии Turbo активный спойлер на двери багажника, установленные уже в базовой комплектации колёсные диски размера 21, изменённый вид выхлопных патрубков.
По оснащению машина третьего поколения ещё больше приблизилась к флагманскому седану Porsche Panamera, за доплату возможна установка задних подруливающих колёс, множество электронных помощников, керамические или вновь созданные компанией для данной модели тормоза с вольфрамовым покрытием, обещающие повышенную износоустойчивость, адаптивный круиз-контроль с функцией поддержания полосы, систему ночного видения, продвинутую мультимедийную систему Burmester, также впервые на машине данного класса установлены активный задний спойлер (исключительно на версии Turbo, в других комплектациях не доступен даже за доплату), меняющий угол атаки в зависимости от скорости движения, а также впервые для Cayenne используются разноширокие покрышки для передней и задней осей по аналогии с BMW X6 и Mercedes-Benz GLE Coupe. С октября 2018 года впервые для всей линейки автомобилей Porsche именно на Cayenne станет доступен для заказа в качестве дополнительной опции проекционный дисплей, отображающий информацию на лобовое стекло. Уже в базе все автомобили оснащены продвинутой мультимедиа с сенсорным дисплеем в салоне по центру, а также электронной панелью приборов для водителя, традиционно по центру увенчанной аналоговым тахометром.

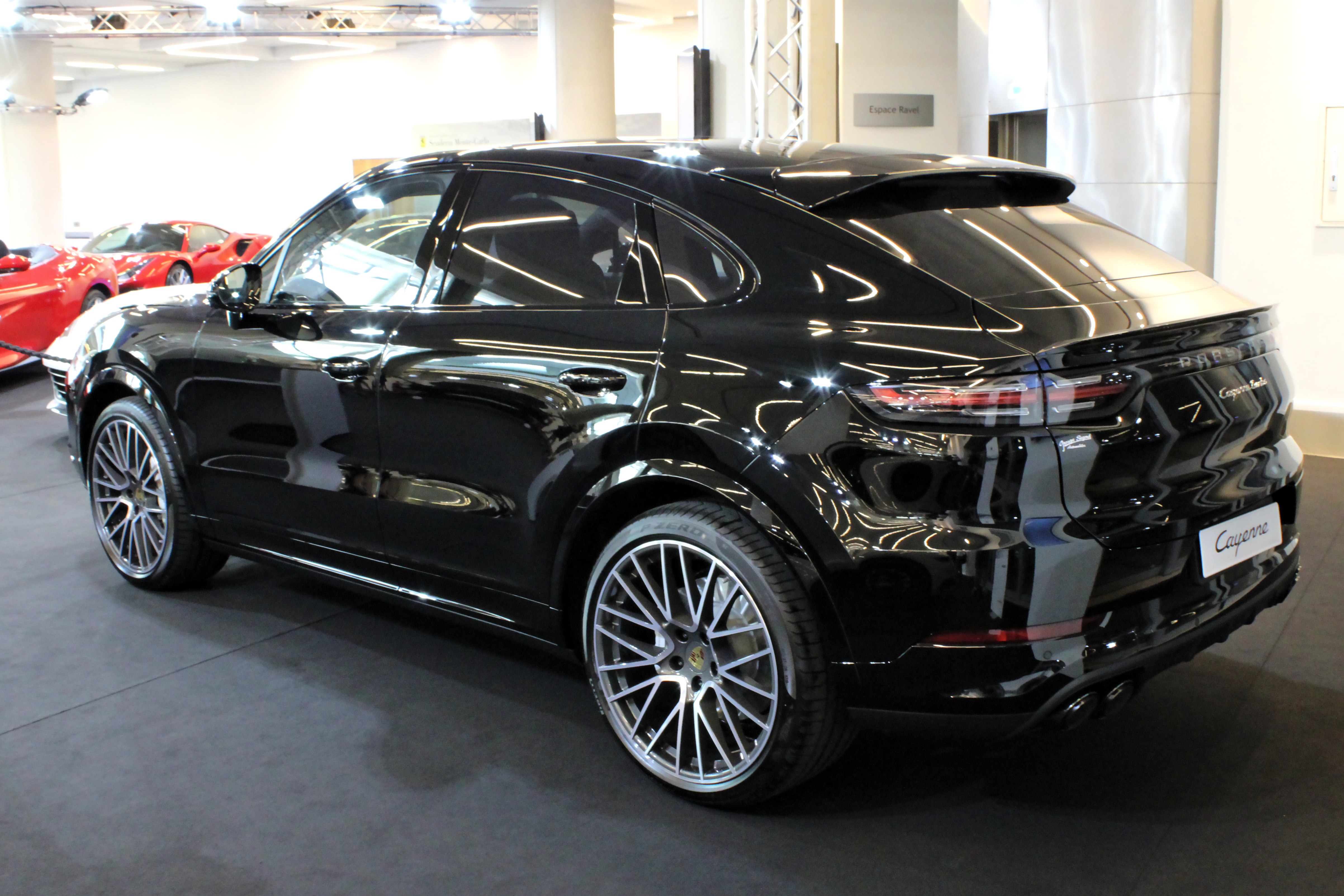
Porsche Cayenne Coupé Turbo

### Porsche Cayenne Coupé
Одновременно с базовым внедорожником Cayenne третьего поколения компания Porsche разрабатывает версию с кузовом купе, которая станет отличаться от базовой модели спортивным силуэтом. Технически обе машины будут идентичны.

### Cayenne Hybrid
В 2020 году в продаже появилась версия с гибридной установкой. Его силовая установка состоит из 550-сильного бензинового двигателя V8 объёмом 4л и электромотора с отдачей в 136 л. с. Совокупно они развивают 680 л. с. и 900 Нм крутящего момента.